# 中舟生站
中舟生站（日语：／ Naka-Funyū eki */?）是位於茨城縣常陸大宮市舟生字堂下296番1號，東日本旅客鐵道（JR東日本）的水郡線車站。

## 歷史
- 1956年（昭和31年）11月19日：日本國有鐵道旅客車站啟用。
- 1987年（昭和62年）4月1日：伴隨國鐵分割民營化，車站由東日本旅客鐵道（JR東日本）營運[1]。

## 車站構造
此站是地面車站，設有1面1線的單式月台。
此站是由常陸大子站管理的無人車站。在月台上設有候車室。

## 車站周邊
車站附近有一些住宅，其餘大部分都是田地。
- 山方舟生簡易郵局
- 國道118號（日语：国道118号）
- 久慈川

## 相鄰車站
東日本旅客鐵道（JR東日本）
■水郡線
山方宿－中舟生－下小川

## 注腳
1. ↑  『交通年鑑 昭和63年版』 交通協力會，1988年3月。

## 外部連結
- 車站資訊（中舟生）：東日本旅客鐵道（日語）